# رامون ارکاس
رامون ارکاس (انگلیسی: Ramón Arcas؛ زادهٔ ۲۵ ژانویهٔ ۱۹۹۱) بازیکن فوتبال اهل اسپانیا است.
از باشگاه‌هایی که در آن بازی کرده‌است می‌توان به باشگاه فوتبال رکریتیوو اوئلوا و باشگاه فوتبال راسینگ سانتاندر اشاره کرد.